# Massimo Cuttitta

a Compétitions nationales et continentales officielles uniquement.

b Matchs officiels uniquement.
Dernière mise à jour le 20 juillet 2012.
Massimo Cuttitta, né le 2 septembre 1966 à Latina et mort le 11 avril 2021 à Albano Laziale, est un joueur de rugby à XV italien évoluant au poste de pilier. Il joue en équipe d'Italie de 1990 à 2000 disputant deux coupes du monde et la première édition du Tournoi des Six Nations. En club, il remporte le Championnat d'Italie à quatre reprises et est le premier Italien à jouer dans un club anglais, les Harlequins.

## Biographie
Tout petit, Massimo Cuttitta quitte l'Italie avec sa famille pour l'Afrique du Sud où il est sélectionné dans les équipes de jeunes sud-africaines. En série A, il joue à L'Aquila Rugby avant d'évoluer à l'Amatori Rugby Milan. Il reste à Milan jusqu'en 1997 quand il devient le premier italien à être engagé par une équipe anglaise du niveau des Harlequins. En 1998, il retourne en Italie à Calvisano, puis en 1999 c'est le Rugby Bologne 1928, et enfin en 2001, il joue pour Rugby Rome. En 2002 il porte les couleurs de l'Amatori Rugby Alghero, puis en 2004 c'est au tour de l'équipe bresciane du Rugby Leonessa 1928.  
Il honore sa première cape internationale le 7 avril 1990 avec l'équipe d'Italie pour une victoire 34-3 contre la Pologne. Il joue les quatre premiers matchs de l'équipe d'Italie dans le Tournoi des six nations. Il dispute la Coupe du monde de rugby 1991 et la Coupe du monde de rugby 1995. Il joue le 22 mars 1997 contre l'équipe de France à Grenoble pour une victoire historique 40-32 contre une équipe qui vient de réaliser le grand chelem dans le Tournoi. Il est capitaine à dix-neuf reprises en sélections officielles.
Son frère jumeau Marcello Cuttitta a joué aussi au haut niveau et avec l'équipe d'Italie.
De 2009 à 2015, il est entraîneur de la mêlée pour l'équipe d'Écosse,.
Il meurt le 11 avril 2021 du Covid-19.
L'année suivante, un trophée est créé en son nom, la Cuttitta Cup, qui est remise tous les ans à l'occasion de la rencontre entre l'Italie et l'Écosse dans le cadre du Tournoi des Six Nations.

## Palmarès
- Vainqueur du Championnat d'Italie en 1991, 1993, 1995 et 1996 avec l'Amatori Rugby Milan

## Statistiques en équipe nationale
- 69 sélections dont 19 fois capitaine
- 29 points (6 essais)
- Sélections par année : 6 en 1990, 7 en 1991, 5 en 1992, 10 en 1993, 8 en 1994, 10 en 1995, 5 en 1996, 6 en 1997, 5 en 1998, 3 en 1999, 4 en 2000.
- Tournoi des Six Nations disputés : 2000.
- Coupes du monde de rugby disputées : 1991, 1995.